# 赤崁～吉貝25kV電纜
赤崁─吉貝25kV電纜為供應臺灣澎湖縣白沙鄉吉貝嶼的電力傳輸用海底電纜，該海纜由台灣電力公司所興建，並由澎湖區營業處維護，是取代島上唯一火力發電廠，吉貝發電廠的電力來源。

## 沿革

### 背景
吉貝嶼為澎湖群島中，較早擁有自營火力發電的小島，1974年7月之前，由當地居民自行籌組電力合作社自行發電，1974年7月以後，台灣電力公司依據行政院在1974年1月17日核定的「台灣電力公司接辦臺灣離島電業實施方案」，正式接辦吉貝嶼供電業務，並於1979年5月設置吉貝發電廠供應全島用電。

### 施工
因應離島柴油運輸與發電成本高昂，台電公司開始評估部分離島以海底電纜供電，取代小型火力發電廠的計畫。
1998年台電公司對外招標赤崁到吉貝嶼海底電纜工程，預計敷設25kV AWG #1 硬銅線鎧裝單芯交連PE電纜4條，三條為常用供電，一條座備援電纜，敷設長度9.01公里，由華榮電纜電線公司得標興建。

### 完工
1998年3月26日赤崁～吉貝25kV電纜完工送電，自此吉貝發電廠功成身退，僅保留發電機組作為海纜發生故障時的備援電力。2015年1月5日澎湖縣政府委託承包商施作吉貝嶼碼頭航道清淤工程時，不慎將海底電纜挖斷，造成吉貝全島620戶停電，台電公司獲報後，緊急成立應變中心，並派35名施工人員登島先行將停用的吉貝發電廠重起恢復運作，隔天再從澎湖本島調派300kW、100kW、60kW等三部柴油發電機至吉貝嶼，直到1月6日下午已恢復全島供電。
而毀損海纜部分，台電公司緊急連絡相關廠商前來評估受損狀況，並表示，若仍立即重接，預估兩個月內就能恢復供電，若故障過大，可能粗估維修費用就高達新臺幣上億元。台電公司經過海纜廠商評估，光是工資與維修費用恐上千萬元，若以正常程序辦理招標，曠日廢時，因此決定改以自行調派人力搶修海底電纜，於1月21日順利從馬頭航道中拉出四條海底電纜，共八顆接頭，於當日晚間6時順利接上，無載送電順利，並於1月22日上午9時30分完成耐壓測試，總維修費用斥資新臺幣300萬元。
2017年5月7日吉貝全島發生停電事故，台電公司獲報後派員雇船查修，經巡視確定非海底電纜斷線所造成，並發現位於白沙鄉赤崁地下水庫的輸電線路開關跳脫，台電人再次詳細勘查後，確定海纜故障點位於吉貝嶼上岸到吉貝發電廠開關之間，經搶修後於下午3時39分恢復部分供電，台電公司研判因澎湖海上花火節當時移師吉貝嶼舉辦，大量遊客湧入吉貝嶼，用電負荷過大造成線路故障。

## 技術諸元
- 電纜類型：25KV 單線 AWG高壓單芯交連PE海底電纜[6]，三相共計四條電纜。
- 輸電容量：
- 電壓等級：25千伏。